# Leo Brongersma
Pour les articles homonymes, voir Brongersma.
Leo Daniel Brongersma (né le 17 mai 1907 à Bloemendaal et mort le 24 juillet 1994 à Leyde) est un zoologue, herpétologiste et professeur néerlandais.
Il est connu pour son article sur les tortues européennes d'Atlantique publié en 1972. Il a été directeur de Naturalis et enseignant à l'université de Leyde.
Il a décrit 16 espèces de reptiles et d'amphibiens dont Gehyra leopoldi et Ramphotyphlops similis.
En hommage à son travail, une dizaine d'espèces ont été nommées d'après lui comme Python brongersmai ou Dryopsophus brongersmai par exemple.